# Krossafelli
Krossafelli är ett berg i Färöarna (Kungariket Danmark).   Det ligger i sýslan Vága sýsla, i den nordvästra delen av landet, 27 km nordväst om huvudstaden Tórshavn. Toppen på Krossafelli är 540 meter över havet, eller 165 meter över den omgivande terrängen. Bredden vid basen är 3,5 km. Krossafelli ligger på ön Vágar.
Terrängen runt Krossafelli är huvudsakligen kuperad. Runt Krossafelli är det glesbefolkat, med 16 invånare per kvadratkilometer. Närmaste större samhälle är Vestmanna, 5,4 km nordost om Krossafelli. Trakten runt Krossafelli består i huvudsak av gräsmarker.